# 維亞切斯拉夫·馬拉費耶夫
維亞切斯拉夫·馬拉費耶夫（俄语：Вячеслав Александрович Малафеев，1979年3月4日—）是俄羅斯的一位足球運動員。在場上司職門將。他自開始足球生涯以來始終效力于聖彼得堡澤尼特隊。